# Hybridkapfackla
Hybridkapfackla (Phygelius × rectus) är en hybrid i familjen flenörtsväxter mellan kapfackla (P. capensis) och liten kapfackla (P. aequalis). Hybriden förenar kapfacklans härdighet med de kompakta blomställningarna från liten kapfackla.
Det förekommer flera sorter i handeln, många av dem är förädlade av Peter Dummer, vid den berömda plantskolan Hillier Nurseries i England.